# Церква Сан-Сімеоне-Гранде
Церква Сан-Сімеоне-Профета (італ. San Simeone Profeta), або Сан-Сімеоне-Гранде— католицький храм у Венеції, розташований у районі Санта-Кроче. Храм присвячений святому Симеону Богоприємцю.
Назва «Сан-Сімеоне-Гранде» — Сан-Сімеоне Велика — була дана, щоб відрізнити церкву від іншої — Сан-Сімеоне-Піколо, яка розташована поруч. Після будівництва нової церкви у XVIII столітті «Мала» церква стала набагато більшою за розміром, ніж «Велика», проте назви збереглися.

## Історія
Храм був заснований у 967 році сім'ями Гізі, Адольдо та Бріозі. Спочатку це, ймовірно, була дуже скромна дерев'яна споруда, яку відвідували прості люди, рибалки та селяни, що вирощували овочі. Після руйнівної пожежі у 1150 році храм був відновлений з каменю та одночасно піднятий до статусу парафіяльної церкви.
У 1301 році солом'яний дах був замінений черепицею.
Між 1807 та 1810 роками Наполеон своїми указами закрив парафії, а храм став філіалом прилеглої Сан-Сімеоне-Піколо. Ця ситуація була скасована у 1810 році, коли до парафії було приєднано прилеглий округ Сан-Сімеоне Піколо.

## Архітектура

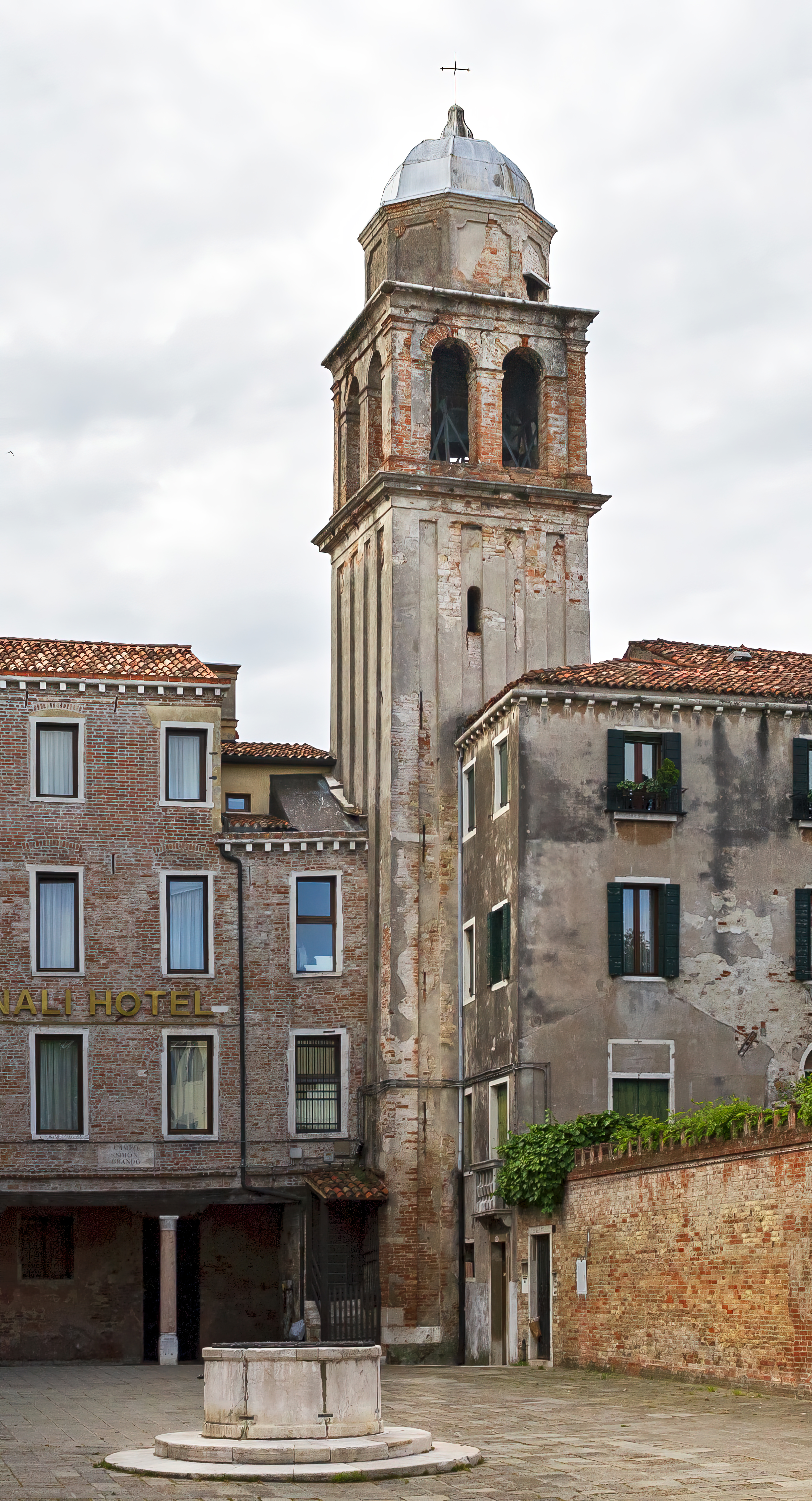
Дзвіниця

Фундамент сягає до X століття, але з часом будівля пройшла численні перебудови, особливо у XVII столітті, коли рівень підлоги було значно піднято. Сліди першопочаткової підлоги були виявлені під час реставраційних робіт 1839 року.
Будівля має план базиліки, фасад виконаний в неокласичному стилі, прикрашений двома колонами коринфського ордеру і датується 1861 роком. По лівому боці храму розташований портик. Зліва від фасаду розташована дзвіниця.
Невідомо, який був початковий архітектурний вигляд церкви. Єдине зображення, яке якось документує його вигляд, є на плані, створеному у 1500 році Якопо де Барбарі. На цьому документі будівля прямокутна в плані, перекрита простою двосхилим дахом гострокінцевого типу. Це може свідчити про однонефний внутрішній простір, але поточна планіметрична схема, що складається з трьох нефів, і наявність давніх колон, використаних у подальших перебудовах, свідчить, що ймовірно церква спочатку була побудована за схемою базиліки. Також на плані видно, що церква має таку саму орієнтацію, як і нинішня, що відповідає канонічній орієнтації на захід.
Портик на лівій стіні зберіг свій початковий вигляд протягом століть, добре збереглися кам'яні колони, сильно розкидані та архітравовані.
Існують дані, що під час чуми 1630 року необачний парафіяльний священник організував у храмі похорон для померлого від чуми. Влада міста, дізнавшись про це, наказала облаштувати нову підлогу над старою, яка була виявлена під час реставраційних робіт, проведених у XIX столітті.
На початку XVIII століття архітектор Доменіко Марготті розпочав реставрацію будівлі, але роботи перетворилися на справжню реконструкцію. Після завершення робіт церква змінила свій початковий вигляд, хоча більша частина давнього матеріалу, наприклад, колони нефів, залишилася.
У 1755 році архітектор Джорджо Массарі спроєктував та побудував всередині церкви каплицю та отримав завдання продовжити роботи з модернізації та створити новий фасад. Фасад був повністю перебудований в неокласичному стилі в результаті реставраційних робіт 1861 року. Він поділений по вертикалі на три частини двома коринфськими півколонами, поставленими на високі п'єдестали й завершеними типоном. У центральній частині знаходиться високий портал, обрамлений двома плитами з істрійського каменю, а над ним — два вікна c півколами.
Церква піддавалася реставрації також у 1861 році, після чого фасад та інтер'єр були настільки суттєво перероблені, що храм майже втратив свою історичну цінність.

### Інтер'єр

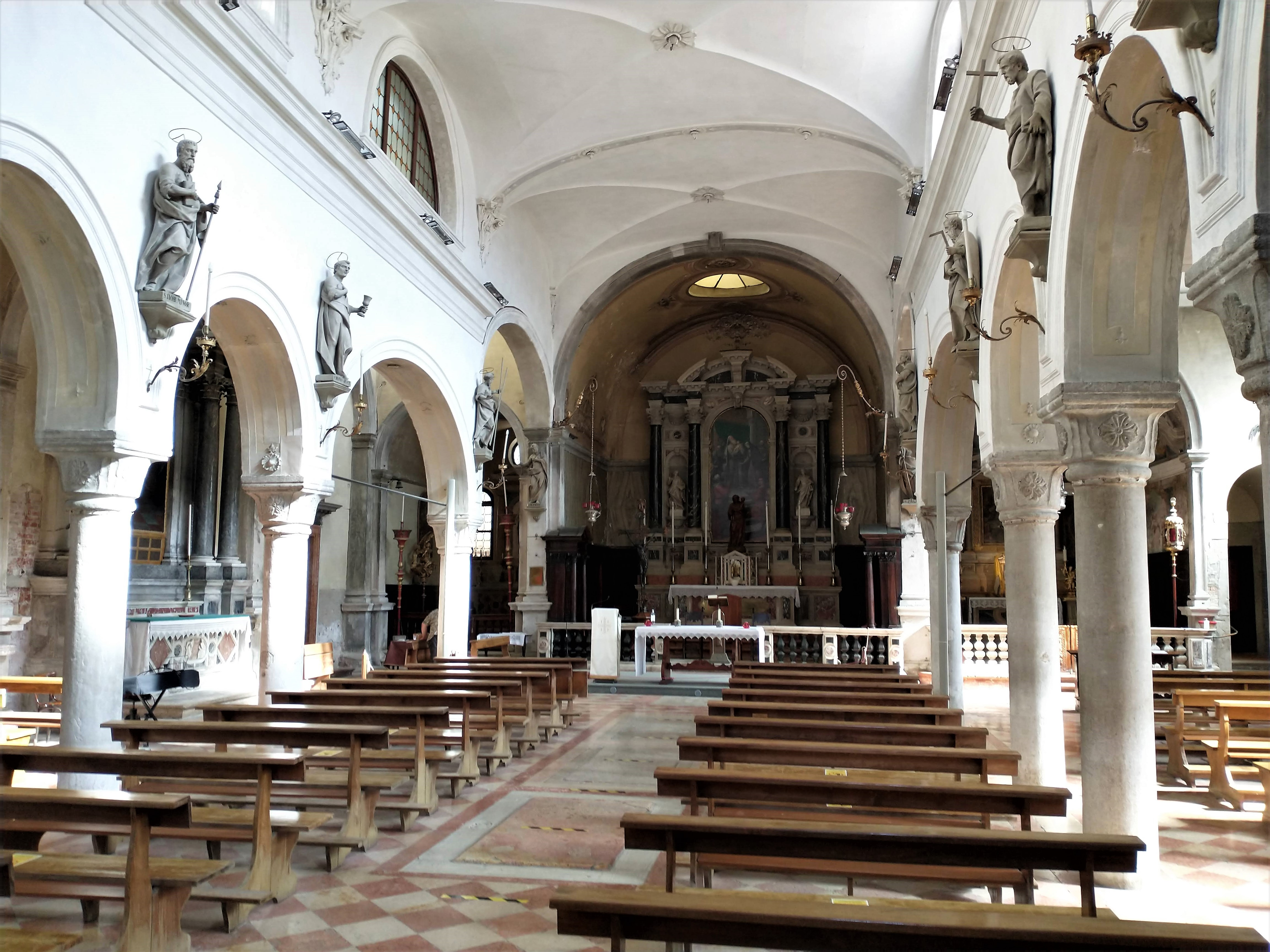
Інтер'єр

Інтер'єр має три нефи зі старовинними колонами, перебудованими на початку XVIII століття архітектором Доменіко Марготті. Усередині, справа від входу, знаходиться полотно «Введення в храм» роботи Якопо Пальма Молодшого.
У правому проході знаходиться епітафія, яка, як вважають на підставі напису, датованого 1317 роком, розміщена над могилою блаженного Симеона; статую вважають працею майстра Марко Романо.
У другому алтарі лівого нефу знаходиться картинa Якопо Тінторетто, зображення «Таємної вечері» (1560 рік).

### Дзвіниця
Дзвіниця висотою 23 метри датується XVIII століттям. Карта Якопо де Барбарі 1500 року показує, що тоді дзвіниця була більшою та вищою.